# Kevin Berger
Kevin Berger (3 februari 1975) is een golfprofessional uit Ulm, Duitsland.
Twee jaar nadat Berger met golf begon, was hij een scratch speler, die in 2001 tot Golfer van het Jaar werd uitgeroepen door Franz Beckenbauer. Berger heeft drie baanrecords op zijn naam staan: Golf Range Augsburg (-8), Kirchheim Wendlingen (-7) en Fürstlicher Golfclub Bad Waldsee (-6)

## Professional
Berger werd in 2002 professional.  
In zijn derde jaar mocht hij al meedoen aan het Deutsche Bank SAP Open. In 2013 eindigde hij op de derde plaats van de German Masters. In 2010 en 2013 speelde hij het KLM Open en miste hij de cut.